# Vignale Monferrato
Vignale Monferrato är en ort och kommun i provinsen Alessandria i regionen Piemonte i Italien. Kommunen hade 981 invånare (2018).